# Le pardessus de l'oncle
Le pardessus de l'oncle è un cortometraggio del 1911 diretto da Lucien Nonguet.